# Pomatorhinus
Pomatorhinus là một chi chim trong họ Timaliidae.